# Пудожская улица (Санкт-Петербург)

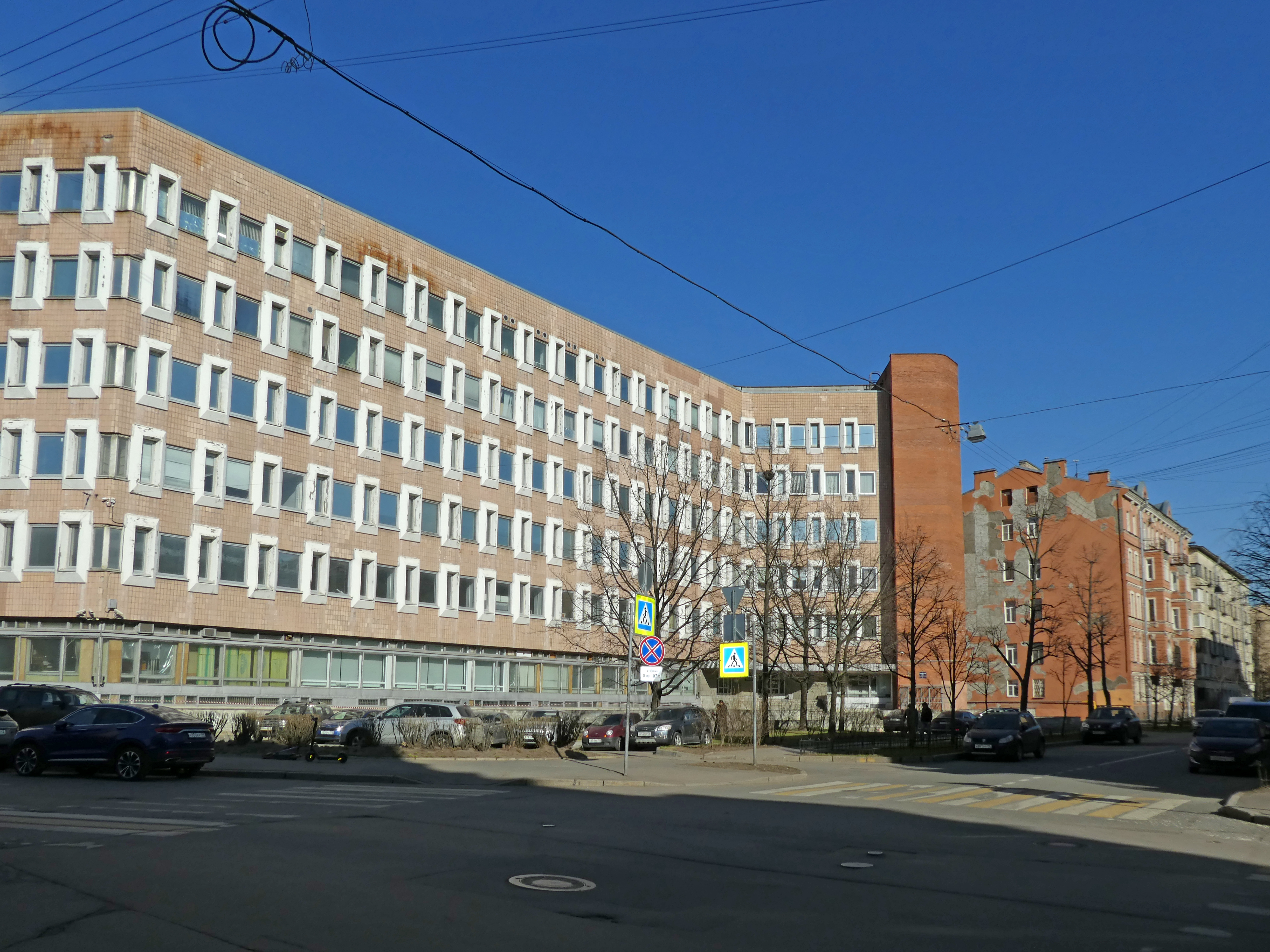
Пудожская улица, НИИ ОЧБ

Пу́дожская улица — улица в Петроградском районе Санкт-Петербурга. Проходит от Чкаловского проспекта до Лодейнопольской улицы.

## История
Название Пудожская улица дано 16 апреля 1887 года по городу Пудожу в ряду улиц Петербургской стороны, наименованных по уездным городам Олонецкой губернии.

## Достопримечательности
- гимназия № 56 (дом 4Б)
- психоневрологический диспансер (дом 6)
- Государственный научно-исследовательский институт особо чистых биопрепаратов Федерального медико-биологического агентства (дом 7)